# 大黒パーキングエリア

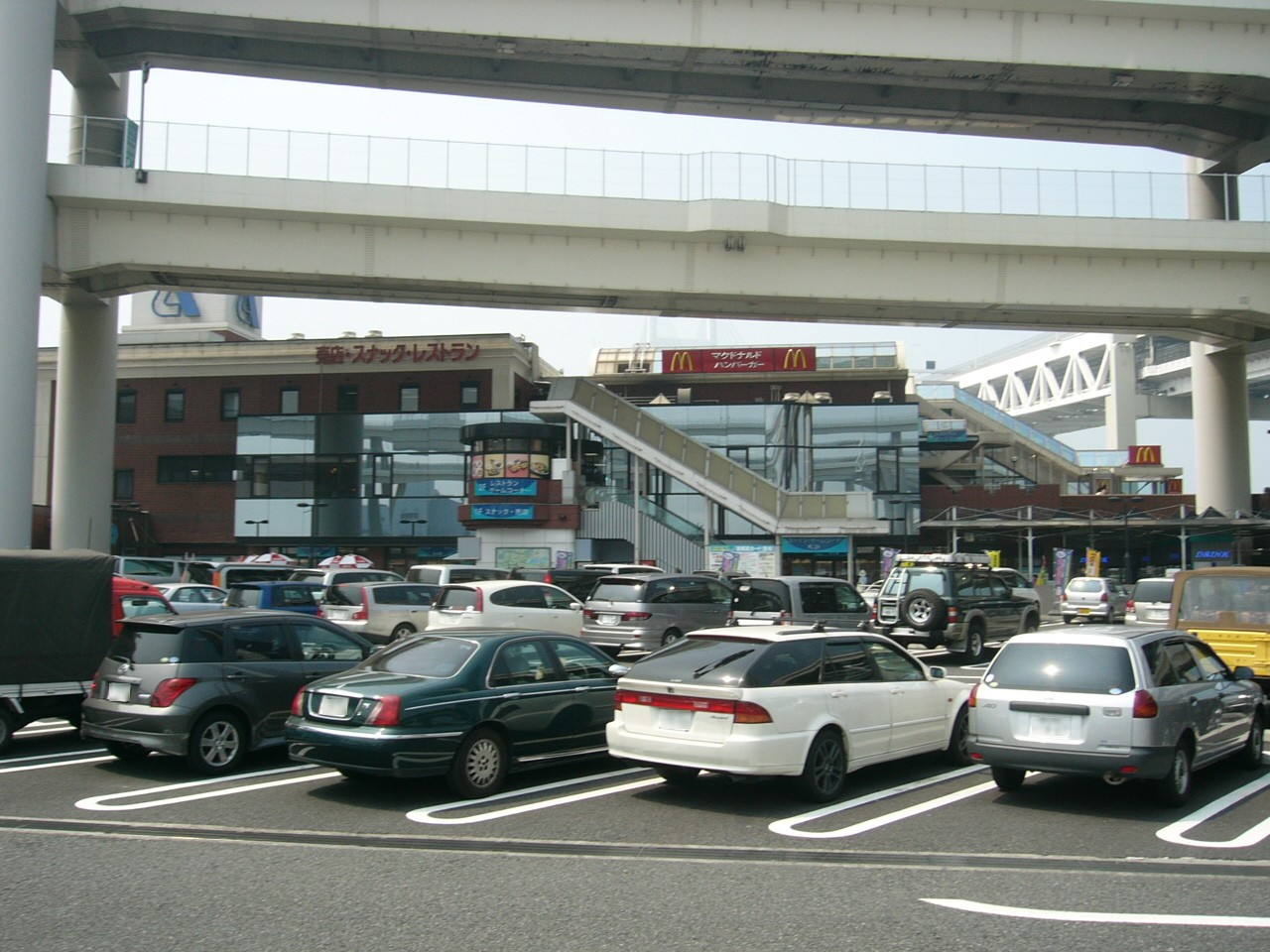
大黒PA本館（2006年8月）

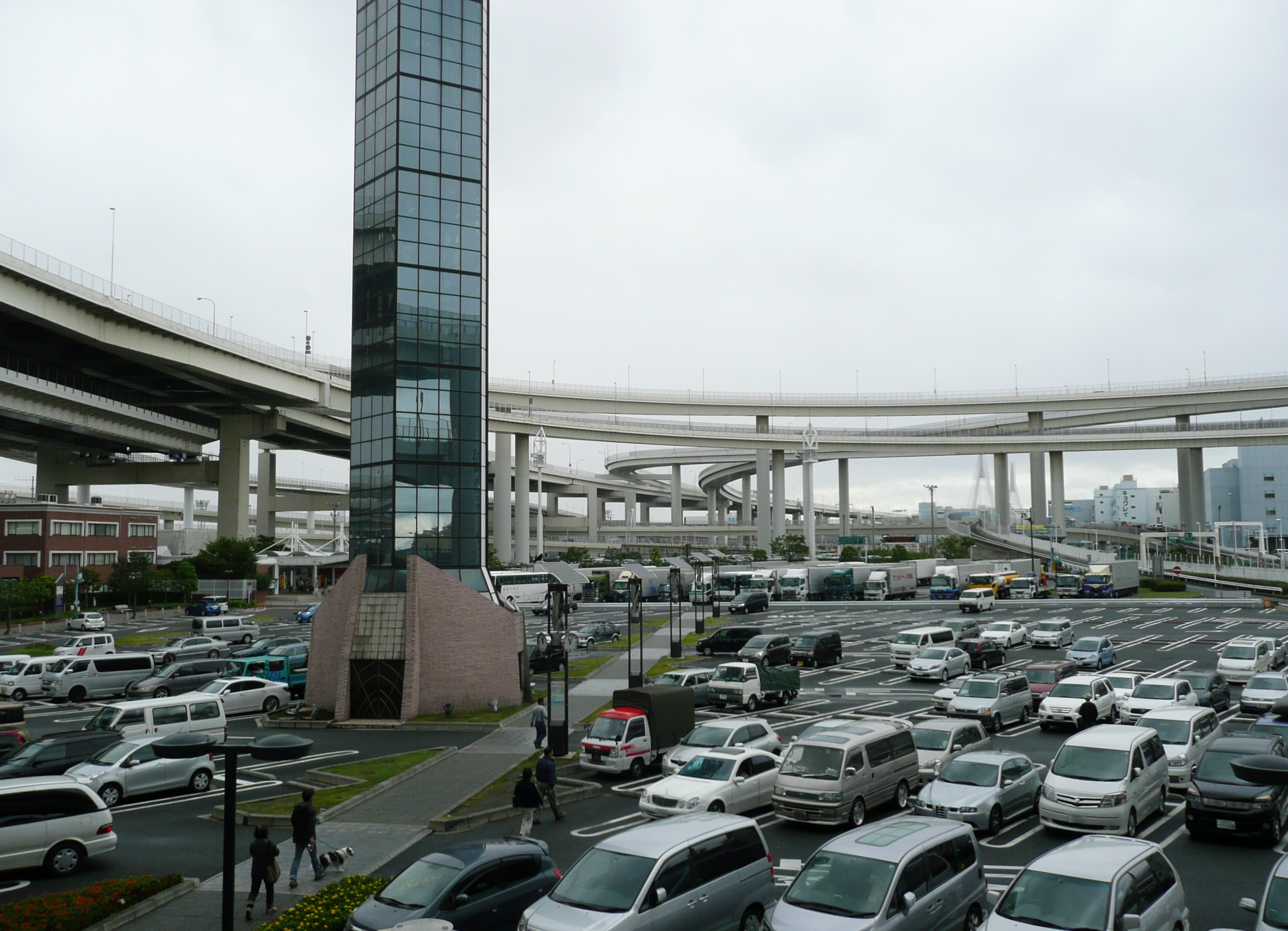
駐車場の様子（2010年9月）

大黒パーキングエリア（だいこくパーキングエリア）は、神奈川県横浜市鶴見区大黒ふ頭の首都高速道路神奈川5号大黒線上にあるパーキングエリア（PA）。

## 概要
首都高速道路で最大のパーキングエリアである。大黒ジャンクション（JCT）に併設されており、大黒ふ頭出入口を除く全方向からの出入りが可能である。大黒ジャンクションの各方向から入ることも、本PA出場後に向かうことも可能なため、本牧ジャンクション改良前は、首都高速湾岸線幸浦方面と同神奈川3号狩場線石川町方面を行き来する方法として大黒パーキングエリア折り返しが行われていた。

## 道路
- 首都高速神奈川5号大黒線
- 首都高速湾岸線

## 施設
エリアの西側に本館、北側にベイサイドテラス二番館が設置されており、全方向からどちらの施設も利用できる。2020年（令和2年）3月1日にリニューアルオープンした。
当PAは首都高速で唯一、子供用大便器が設置されている。
所在地：神奈川県横浜市鶴見区大黒ふ頭15-157外
- 駐車場
  - 小型 341台
  - 大型 59台
  - 身障者用 4台
- トイレ
  - 男 大16（和式2・洋式14）・キッズコーナー1、小30・キッズコーナー1
  - 女 46（和式2・洋式44）・キッズコーナー1
  - 身障者用 3
  - キッズコーナー 1
- コワーキングスペース
- スナックコーナー（7:00 - 21:00）
- 売店（7:00 - 21:00）
- ローソン（24時間営業）
- ATM（イオン銀行）
- 電気自動車用急速充電器
2008年10月10日より、日本の高速道路上では初めて電気自動車用充電器が設けられた[2]。

以前、マクドナルド 2000号店があったが、2010年4月2日に閉店となった。その後、カフェ・ド・クリエが開業したがこちらも2017年3月15日に閉店となった。また、そのほかに2~3階に輸入雑貨店、レストラン、吉野家等が入居していたことがあるが現在はいずれも閉店しており、以前ほどの活気はない。3階は閉鎖、2階はコンセント付きの休憩スペース・貸会議室として共用されている。
なお、以前は横浜ベイブリッジの「横浜スカイウォーク」利用者は10:00から18:00に限り、PAから出ることができた（出入口で渡される用紙に、スカイウォークのチケット購入窓口でスタンプを押してもらい、戻ってきたときに出入口へ提出する必要があった）。この取り扱いは2010年9月26日の一旦閉鎖をもって終了した。2023年時点ではスカイウォークは再開しているが、大黒PAから出ることはできない。

## 課題
広い駐車スペースがあり、螺旋状の道路が背景として映えるため、愛車の自慢や撮影のため自動車好きが集まる場所となっている。また、日本車が重要な一角を占める『ワイルド・スピードシリーズ』（首都圏が舞台となっている映画『ワイルド・スピードX3 TOKYO DRIFT』・レースゲーム『THE FAST AND THE FURIOUS』）等の影響もあって外国人観光客にも人気スポットとなっているが、外部との行き来が不可能であるにもかかわらず、高速道路外からフェンスを乗り越えて侵入したり、タクシーで訪れて徒歩で帰ろうとする観光客もおり、首都高速道路は英語のインターネット動画やチラシを制作して、こうした危険・違法行為をしないよう呼び掛けている。
現在は違法ローダウン車の進入を防ぐための工事が施され、段差などがある。また金曜、土曜の深夜は近隣音響対策のため利用が規制される。しかし違法ローダウン車の進入は未だに続いている。神奈川県警と国土交通省は連携して、定期的にパーキングで取り締まりを行っており、2020年11月14日の取り締まりでは20台が2025年6月23日の取り締まりでは43台が検挙されている。
さらに自家用車乗り合いの待ち合わせ場所として利用されることも多く、休日には施設内に人が少ないにもかかわらず駐車場は満車であるケースが発生している。このためエリア内には、本来の休憩目的でない長時間駐車の自粛を呼び掛ける垂れ幕が掲げられている。

## 隣
首都高速神奈川5号大黒線
(551)大黒ふ頭出入口/大黒JCT/大黒PA - 生麦JCT
首都高速湾岸線
本牧JCT（幸浦方面と接続） - (B07B)本牧ふ頭出入口 - 本牧JCT（東京方面と接続） - 大黒JCT/(B08,B09)大黒ふ頭出入口/大黒PA - 鶴見つばさ橋 - (B10,B11)東扇島出入口